# Équipe cycliste Rádio Popular-Paredes-Boavista
L'équipe cycliste Rádio Popular-Boavista est une équipe cycliste portugaise participant aux circuits continentaux de cyclisme et en particulier l'UCI Europe Tour. C'est l'une des plus anciennes équipes du peloton puisqu'elle a été créée en 1986. Le Boavista Futebol Clube sponsorise l'équipe depuis cette période.

## Dopage
En mai 2019, Luís Mendonça est suspendu à titre préventif en raison d'un contrôle antidopage positif. Il a utilisé de la Bétaméthasone, pour traiter une blessure au genou gauche, dont il a été victime en avril. Comme l'utilisation de ce médicament avait été déclaré pour un usage à des fins thérapeutiques, il n'est finalement pas suspendu.
Le 12 décembre 2019, Domingos Gonçalves est suspendu après avoir été notifié d'une violation des règles antidopage pour usage d'une substance prohibée  détectées dans son passeport biologique, sur la base de valeurs sanguines suspectes datant de 2016 et 2018, époque où il courrait chez Rádio Popular-Boavista. 
En avril 2022, il est révélé que David Rodrigues purge une peine de quatre ans, pour des anomalies détectées en 2018. L'équipe Rádio Popular-Paredes-Boavista est suspendue pendant 20 jours - 29 avril au 18 mai 2022 - de toutes compétitions internationales par l'Union cycliste internationale, à la suite des sanctions de Domingos Gonçalves et David Rodrigues.
En décembre 2022, Daniel Freitas est suspendu pour trois ans en raison de la possession d'une substance et d'une méthode interdites. Le 7 février 2023, João Benta, qui était membre de l'équipe entre 2017 et 2021, est suspendu provisoirement pour « usage de méthodes et/ou substances interdites » par l'Union cycliste internationale. En mars 2023, l'Union cycliste internationale suspend Rádio Popular-Paredes-Boavista pendant 30 jours, entre le 19 mars et le 17 avril.

## Principaux résultats

### Principales victoires
- Tour du Portugal : Cássio Freitas (1992), Joaquim Gomes (1993)
- Tour de l'Algarve : Joaquim Gomes (1992), Cássio Freitas (1993, 1995)
- Trophée Joaquim-Agostinho : Joaquim Gomes (1994), Delmino Pereira (1997), Adrián Palomares (2001), David Bernabéu (2002), Tiago Machado (2008)
- Grand Prix de la ville de Nogent-sur-Oise : Arturas Trumpauskas (1999)
- Clásica a los Puertos de Guadarrama : Josep Jufré (2002)
- Tour du Finistère : David Bernabéu (2002)
- Tour de l'Alentejo : Danail Petrov (2004)

### Championnats nationaux
- Championnats du Portugal sur route : 4
  - Course en ligne espoirs : 2015 (Nuno Bico)
  - Course en ligne élite : 2018 (Domingos Gonçalves)
  - Contre-la-montre élite : 2017 et 2018 (Domingos Gonçalves)

### Sur les grands tours
- Tour de France
  - 0 participation
  - 0 victoire d'étape
  - 0 classement annexe
- Tour d'Italie
  - 0 participation
  - 0 victoire d'étape
  - 0 classement annexe
- Tour d'Espagne
  - 1 participation (1994)
  - 0 victoire d'étape
  - 0 classement annexe

## Classements UCI
De 1995 à 1998, les équipes sont classées dans une catégorie unique. En 1999, les équipes sont classées en trois divisions les Groupes Sportifs I, II et III.
| Saison | Classement par équipes | Meilleur coureur au classement individuel |
| ------ | ---------------------- | ----------------------------------------- |
| 1995   | 43e                    | Delmino Pereira (391e)                    |
| 1996   | 56e                    | Carlos Carneiro (609e)                    |
| 1997   | 52e                    | Saulius Sarkauskas (504e)                 |
| 1998   | 57e                    | Saulius Sarkauskas (528e)                 |
| 1999   | 38e (GSII)             | Delmino Pereira (539e)                    |
| 2000   |                        | Victoriano Fernández (590e)               |
| 2001   | 31e (GSII)             | Adrián Palomares (467e)                   |
| 2002   | 13e (GSII)             | David Bernabeu (72e)                      |
| 2003   | 19e (GSII)             | Peio Arreitunandia (351e)                 |
| 2004   | 12e (GSIII)            | Danail Petrov (432e)                      |

À partir de 2005, l'équipe participe aux circuits continentaux et principalement à des épreuves de l'UCI Europe Tour. Les tableaux ci-dessous présentent les classements de l'équipe sur les différents circuits, ainsi que son meilleur coureur au classement individuel.
UCI America Tour
| UCI America Tour | UCI America Tour       | UCI America Tour                          | UCI America Tour |
| Année            | Classement par équipes | Meilleur coureur au classement individuel |                  |
| ---------------- | ---------------------- | ----------------------------------------- | ---------------- |
| 2005             | 25e                    | Pedro Soeiro (222e)                       |                  |
| 2010             | 38e                    | Danail Petrov (337e)                      |                  |
| 2012             | 37e                    | Daniel Silva (151e)                       |                  |
|                  |                        |                                           |                  |
| Source : UCI     |                        |                                           |                  |

UCI Asia Tour
| UCI Asia Tour | UCI Asia Tour          | UCI Asia Tour                             | UCI Asia Tour |
| Année         | Classement par équipes | Meilleur coureur au classement individuel |               |
| ------------- | ---------------------- | ----------------------------------------- | ------------- |
| 2007          | 39e                    | Jacek Morajko (139e)                      |               |
|               |                        |                                           |               |
| Source : UCI  |                        |                                           |               |

UCI Europe Tour
| UCI Europe Tour | UCI Europe Tour        | UCI Europe Tour                           | UCI Europe Tour |
| Année           | Classement par équipes | Meilleur coureur au classement individuel |                 |
| --------------- | ---------------------- | ----------------------------------------- | --------------- |
| 2005            | 59e                    | Pedro Soeiro (177e)                       |                 |
| 2006            | 49e                    | Manuel António Cardoso (165e)             |                 |
| 2007            | 56e                    | Tiago Machado (134e)                      |                 |
| 2008            | 69e                    | Tiago Machado (143e)                      |                 |
| 2009            | 33e                    | Tiago Machado (29e)                       |                 |
| 2010            | 61e                    | Danail Petrov (216e)                      |                 |
| 2011            | 56e                    | João Cabreira (183e)                      |                 |
| 2012            | 84e                    | José Gonçalves (334e)                     |                 |
| 2013            | 97e                    | Daniel Silva (400e)                       |                 |
| 2014            | 78e                    | Rui Sousa (174e)                          |                 |
| 2015            | 64e                    | Alberto Gallego (183e)                    |                 |
| 2016            | 57e                    | Daniel Silva (368e)                       |                 |
| 2017            | 79e                    | João Benta (243e)                         |                 |
| 2018            | 62e                    | Domingos Gonçalves (154e)                 |                 |
| 2019            | 69e                    | David Rodrigues (443e)                    |                 |
| 2020            | 57e                    | João Benta (463e)                         |                 |
| 2021            | 83e                    | Daniel Freitas (844e)                     |                 |
| 2022            | 75e                    | Luís Fernandes (603e)                     |                 |
|                 |                        |                                           |                 |
| Source : UCI    |                        |                                           |                 |

UCI Oceania Tour
| UCI Oceania Tour | UCI Oceania Tour       | UCI Oceania Tour                          | UCI Oceania Tour |
| Année            | Classement par équipes | Meilleur coureur au classement individuel |                  |
| ---------------- | ---------------------- | ----------------------------------------- | ---------------- |
| 2006             | 27e                    | Benjamin Day (74e)                        |                  |
|                  |                        |                                           |                  |
| Source : UCI     |                        |                                           |                  |

L'équipe est également classée au Classement mondial UCI qui prend en compte toutes les épreuves UCI et concerne toutes les équipes UCI.
| Classement mondial | Classement mondial     | Classement mondial                        | Classement mondial |
| Année              | Classement par équipes | Meilleur coureur au classement individuel |                    |
| ------------------ | ---------------------- | ----------------------------------------- | ------------------ |
| 2016               | -                      | Daniel Silva (606e)                       |                    |
| 2017               | -                      | João Benta (455e)                         |                    |
| 2018               | -                      | Domingos Gonçalves (304e)                 |                    |
| 2019               | 121e                   | David Rodrigues (584e)                    |                    |
| 2020               | 92e                    | João Benta (568e)                         |                    |
| 2021               | 141e                   | Daniel Freitas (1093e)                    |                    |
| 2022               | 125e                   | Luís Fernandes (800e)                     |                    |
| 2023               | 200e                   | César Fonte (3013e)                       |                    |
| 2024               | 165e                   | Francisco Peñuela (1083e)                 |                    |
|                    |                        |                                           |                    |
| Source : UCI       |                        |                                           |                    |

## Radio Popular-Paredes-Boavista en 2022
| Cycliste              | Date de naissance | Nationalité | Équipe 2021                          |  |
| --------------------- | ----------------- | ----------- | ------------------------------------ |  |
| Francesco Javier Agea | 27 février 1999   | Espagne     |                                      |  |
| Luís Fernandes        | 2 décembre 1987   | Portugal    | Radio Popular-Boavista               |  |
| Daniel Freitas        | 10 mai 1991       | Portugal    | Radio Popular-Boavista               |  |
| Alberto Gallego       | 25 novembre 1990  | Espagne     | Radio Popular-Boavista               |  |
| Guillermo García      | 24 décembre 1999  | Espagne     | Efapel                               |  |
| Pedro Gonçalves       | 29 juin 1975      | Portugal    |                                      |  |
| Vicente Hernaiz       | 28 novembre 1998  | Espagne     | Eolo-Kometa (Stagiaire)              |  |
| Pedro Miguel Lopes    | 7 juillet 1999    | Portugal    | Kelly-Simoldes-UDO                   |  |
| Tiago Machado         | 18 octobre 1985   | Portugal    | Radio Popular-Boavista               |  |
| César Martingil       | 10 janvier 1995   | Portugal    | Atum General-Tavira-Maria Nova Hotel |  |
| Hugo Nunes            | 17 novembre 1996  | Portugal    | Radio Popular-Boavista               |  |
| Vinicio Rodrigues     | 8 février 2000    | Portugal    | Radio Popular-Boavista               |  |